# Saga rammei
Saga rammei är en insektsart som beskrevs av Johann Heinrich Kaltenbach 1965. Saga rammei ingår i släktet Saga och familjen vårtbitare. Inga underarter finns listade i Catalogue of Life.